# يبارون برادفورد كولت
يبارون برادفورد كولت (بالإنجليزية: LeBaron Bradford Colt)‏ (و. 1846 – 1924 م) هو سياسي، ومحامي، وقاضي من الولايات المتحدة الأمريكية . ولد في ديدام، ماساتشوستس . تولى منصب عضو مجلس الشيوخ الأمريكي .
وهو عضو في الحزب الجمهوري .
توفي في بريستول .

## التعليم
تعلم في جامعة ييل.